# سركار أباد
سركار أباد هي قرية في مقاطعة مراغة، إيران. عدد سكان هذه القرية هو 168 في سنة 2006.